# Achartimmapur, Koppal
Achartimmapur là một làng thuộc tehsil Koppal, huyện Koppal, bang Karnataka, Ấn Độ.